# 10557 Rowland
10557 Rowland eller 1993 RL5 är en asteroid i huvudbältet som upptäcktes den 15 september 1993 av den belgiske astronomen Eric W. Elst vid La Silla-observatoriet. Den är uppkallad efter den amerikanske fysikern Henry Augustus Rowland.
Asteroiden har en diameter på ungefär 6 kilometer.